# 陶農駅
陶農駅（トノンえき）は大韓民国京畿道南楊州市茶山洞にある、韓国鉄道公社（KORAIL）の駅。
乗り入れている路線は、線路名称上は中央線であるが、当駅には広域電鉄の京義・中央線電車のみが停車する。駅番号はK124。
京義・中央線開業までは一部の旅客列車が停車していた。

## 歴史
- 1939年4月1日 - 朝鮮総督府鉄道の駅として開業。
- 2005年
  - 1月1日 - 韓国鉄道庁が韓国鉄道公社に改組される。
  - 12月16日 - 京義・中央線が徳沼駅まで開業、それに伴い同日より旅客列車の客扱いを中止。
- 2014年12月27日 - 京義電鉄線（龍山線）が孔徳駅から龍山駅まで開通し、中央電鉄線と直通を開始。同時に双方の路線名を「首都圏電鉄京義・中央線」とする。

## 駅構造
島式ホーム2面4線の地上駅で、橋上駅舎を持つ。

### のりば
| 1・２  | 京義・中央線 | 養正・徳沼・楊平・砥平方面   |
| ３・４ | 京義・中央線 | 清凉里・龍山・大谷・文山方面 |

## 利用状況
近年の一日平均利用人員推移は下記のとおり。
なお、2005年は開業日の12月16日から12月31日までの16日間を基準にしたものである。
| 路線         | 路線     | 2000年 | 2001年 | 2002年 | 2003年 | 2004年 | 2005年 | 2006年 | 2007年 | 2008年 | 2009年 | 備考  |
| ------------ | -------- | ------ | ------ | ------ | ------ | ------ | ------ | ------ | ------ | ------ | ------ | ----- |
| 京義・中央線 | 乗車人員 | 未開業 | 未開業 | 未開業 | 未開業 | 未開業 | 4,503  | 6,585  | 8,796  | 9,626  | 10,437 | [ 1 ] |
| 京義・中央線 | 降車人員 | 未開業 | 未開業 | 未開業 | 未開業 | 未開業 | 4,460  | 6,195  | 7,451  | 8,194  | 8,802  | [ 1 ] |
| 京義・中央線 | 乗降人員 | 未開業 | 未開業 | 未開業 | 未開業 | 未開業 | 8,963  | 12,780 | 16,247 | 17,820 | 19,239 | [ 1 ] |
| 路線         | 路線     | 2010年 | 2011年 | 2012年 | 2013年 | 2014年 | 2015年 | 2016年 | 2017年 | 2018年 | 2019年 | 備考  |
| 京義・中央線 | 乗車人員 | 10,987 | 9,048  | 8,819  | 9,072  | 9,147  | 9,133  | 9,212  | 9,048  | 9,090  | 9,907  | [ 1 ] |
| 京義・中央線 | 降車人員 | 9,161  | 7,675  | 7,565  | 7,820  | 7,959  | 8,062  | 8,159  | 8,032  | 8,062  | 8,811  | [ 1 ] |
| 京義・中央線 | 乗降人員 | 20,148 | 16,723 | 16,384 | 16,892 | 17,106 | 17,195 | 17,371 | 17,080 | 17,152 | 18,717 | [ 1 ] |
| 路線         | 路線     | 2020年 |        |        |        |        |        |        |        |        |        |       |
| 京義・中央線 | 乗車人員 | 7,910  |        |        |        |        |        |        |        |        |        |       |
| 京義・中央線 | 降車人員 | 7,219  |        |        |        |        |        |        |        |        |        |       |
| 京義・中央線 | 乗降人員 | 15,128 |        |        |        |        |        |        |        |        |        |       |

## 駅周辺
- 陶農図書館
- 南楊州養正初等学校（朝鮮語版）
- 陶農中学校（朝鮮語版）
- 陶農洞住民センター
- 東和中学校
- 東和高等学校
- 陶農派出所
- 新韓銀行陶農支店
- Eマート陶農店
- 韓国シティ銀行南楊州支店
- ビンクレ（朝鮮語版）本社&陶農工場
- 首都圏第一循環高速道路南楊州IC
- 現代プレミアムアウトレット SPACE 1

## 隣の駅
韓国鉄道公社
京義・中央線
急行
九里駅 (K123) ← 陶農駅 (K124) ← 徳沼駅 (K126)
緩行
九里駅 (K123) - 陶農駅 (K124) - 養正駅 (K125)